# Dark Side
Dark Side – piosenka pop-rockowa stworzona przez Alexandra Geringasa i wyprodukowana przez Grega Kurstina na piąty studyjny album amerykańskiej piosenkarki Kelly Clarkson pt. „Stronger” (2011). Utwór został wydany 11 czerwca i 13 lipca w formacie digital download we Francji i Niemczech.

## Lista utworów
France Digital Single
1. „Dark Side” – 3:44

Germany Digital EP
1. „Dark Side” – 3:44
2. „Dark Side (Maison & Dragen Radio Mix)” – 4:03
3. „Dark Side (Moguai Radio Mix)” – 2:59

## Teledysk
Teledysk do utworu został wyreżyserowany przez Shane’a Drake’a, 28 kwietnia 2012 roku w centrum Los Angeles. Premiera odbyła się na kanale Vevo 24 maja. Klip otrzymał nominację do nagrody MTV Video Music Awards w kategorii Najlepszy teledysk z przekazem.

## Nagrywanie i Personel
Nagrywanie
- Echo Recording Studio, Los Angeles, Kalifornia

Personel
- Kelly Clarkson – wokal
- Alexander Geringas – autor tekstu
- busbee – autor tekstu
- Greg Kurstin – autor tekstu, producent, instrumenty klawiszowe, gitara basowa, programowanie
- Jesse Shatkin – inżynieria